# アップル・コア
アップル・コア（Apple Corps Ltd.）は、1968年にイギリスのロックバンド、ビートルズによって設立された会社である。設立当初の資本金は200万ドル。最も重要な部門はアップル・レコード。
デビュー前からロードマネージャーとしてビートルズを支えてきたニール・アスピノールが代表取締役社長を務めていたが、2007年4月10日にアスピノールはアップルを退職した。現在の最高経営責任者はソニーBMG傘下のレーベル、レガシー・レコーディングスの筆頭副社長を務めたジェフ・ジョーンズである。
日本では Corps が「コープス」と表記されることがあるが、Corps は [kɔ'ːr] という発音なので（psは黙字）、「コア」、「コー」もしくは「コーア」という表記が原音に忠実である。#会社名についてを参照のこと。

## 沿革

### 背景
1962年にEMIパーロフォンからデビューしたビートルズは、ヨーロッパやアメリカ合衆国を中心に世界的な成功を収めた。一方で彼らの稼ぎ出す莫大な収益には高額な所得税が課せられ、メンバーや関係者を困惑させていた。ビートルズのマネージャーであったブライアン・エプスタインは、税金対策のためにビートルズの経営を多角化し、複数の投資対象を持つという会計士の助言に基づき、1967年4月にBeatles & Co.社を設立した。

### 設立
1967年8月27日にエプスタインが死去すると、ビートルズの実務を担ってきたNEMSエンタープライズは混乱に陥った。NEMSへの経営参画を企図する音楽プロデューサーのロバート・スティグウッドなど、第三者の動きを警戒したビートルズはBeatles & Co.社を基盤に新体制の発足に向けて準備を急ぐと共に複数の新会社を設立し、新規事業を創始した。12月には小売店アップル・ブティックを開店すると、音楽出版会社のアップル・ミュージック・パブリッシング社を通じて新たなアーティストを支援する旨の広告をローリング・ストーン誌等に出稿し、応募者の殆どに資金提供を行った。同時期にビートルズはNEMSエンタープライズとのマネジメント契約の更新を拒否し、新会社の設立を決定する。
数ヶ月間に渡りビートルズは事務所を持たなかったが、既に彼らの会計士が投資目的で購入していたベイカー・ストリートの4階建てビルに9月から入居した。アリステア・テイラーやニール・アスピノールら関係者は幹部として新会社に迎えられた。
1968年1月、ビートルズは既に設立していた数十の会社を集約させたアップル・コア社を設立。そこにはミュージシャンあるいはアーティスト本位の会社を作ろうとする理想があった。事務所は後にルーフトップ・コンサートが行われるサヴィル・ロウのビルに移転した。5月14日、アメリカ合衆国ニューヨーク州ニューヨークに赴いたジョン・レノンとポール・マッカートニーは新会社の設立を公表し、企業理念について説明した。
- 「ビジネスのシステムの中で芸術的な自由を確保すること」（レノン）
- 「アップルはある種の共同体であり、他の人たちに夢を提供する手段だ」（マッカートニー）

代表取締役社長にはニール・アスピノールが就任した。一方で、メンバーや幹部は経営に精通しておらず、新たに出入りし始めた多数の関係者による巨額の資金流出を阻止できなかった。また多数の部署や子会社を設立したことで社員数も急増したが、殆どの事業は間もなく難航し始めた。設立から間も無く、崇高な理念を掲げたアップルの経営状態は急速に悪化していった。

### 事業内容
音楽レーベルとしての印象が強いアップルだが、設立当初は5つの基幹事業の展開を計画していた。
1. エレクトロニクス -- 家電業界に革命を起こすことを目標としたデザイン性の高い家電の製造及び販売。
2. 映画 -- 高い独自性を標榜する自作映画の製作配給。
3. 出版 -- ビートルズおよびその関連のパブリッシング全般。主に音楽出版
4. レコード -- いわゆる"アップル・レコード"、およびスタジオ（Apple Studio）の運営。
5. 小売業 -- アップル・ブティック（1967年12月7日 - 1968年7月30）の企画と運営。コンセプトは「美しい品物が買える美しい店」

しかし、レーベルを除く多くの事業は間もなく頓挫または中止された。事業縮小を経て、アップルは主にレコードレーベルの会社として知られるようになった。一方で同社へ提出される無名アーティストの要望や脚本、デモ音源は膨大な数にのぼり、「誠心誠意選考します」という当初掲げた標語は実現しなかった。アップルに所属したアーティストは、メンバーが自らで招聘した者たちのみであった。

### その後
1969年にレノン、ジョージ・ハリスン、リンゴ・スターの財務マネージャーとなったアラン・クレインが社長に就任した。クレインは数々の不採算事業を廃止し、数多くの関係者や社員を解雇して財務面の健全化を図った。アスピノールやロードマネージャーのマル・エヴァンズも解雇されたが、メンバーの抗議により間も無く復職を果たした。少なくとも、同社の経営状態は以前に比べ著しく改善した。同年以降、クレインはビートルズの収入増加を目的にNEMSや音楽出版社ノーザン・ソングスとの交渉に臨んでいる。
1970年4月、マッカートニーの声明によってビートルズの解散が公となるが、アップルは存続が決定する。クレインは引き続き社長職を務めたが、1973年に離任後に数年間に及ぶビートルズとの訴訟に突入した。以降は復職したアスピノールを再び社長に迎え、現在までビートルズに関わる権利管理を主たる事業として活動を続けてきた。また同社は"Beatles" の商標も保有している。2007年、退職したアスピノールに代わりジェフ・ジョーンズが社長職を継いだ。従前、ビートルズ関連の原盤権はEMIが管理していたが、2012年にユニバーサルミュージックと合弁でカルダーストーン・プロダクションズを設立し、原盤権の管理にも参画している。

## 会社名について

### 由来
会社名「Apple Corps / リンゴの団体」は「Apple Core / リンゴの芯」との語呂合わせとなっている。この名はポール・マッカートニーが当時購入したルネ・マグリットの青いリンゴ（グラニースミス・アップル）の絵に基づいている。

### アップル対アップル訴訟
Apple（旧 Apple Computer）とは「Apple」の名称およびロゴの使用を巡って訴訟に発展したが、1991年にApple Computerが「Apple」の商標を音楽分野に使用しないことを条件に和解が成立した。しかしiPodの発売や、iTunes Music Storeによる音楽配信事業への参入によって和解協定違反として再度訴訟が起こされた。この問題は、2007年にApple Inc. が「Apple」に関連する商標権を保有し、Apple Corps がライセンスを得て使用することで最終的に和解したが、条件等の詳細は明かされていない。